# Pontiac Sunfire

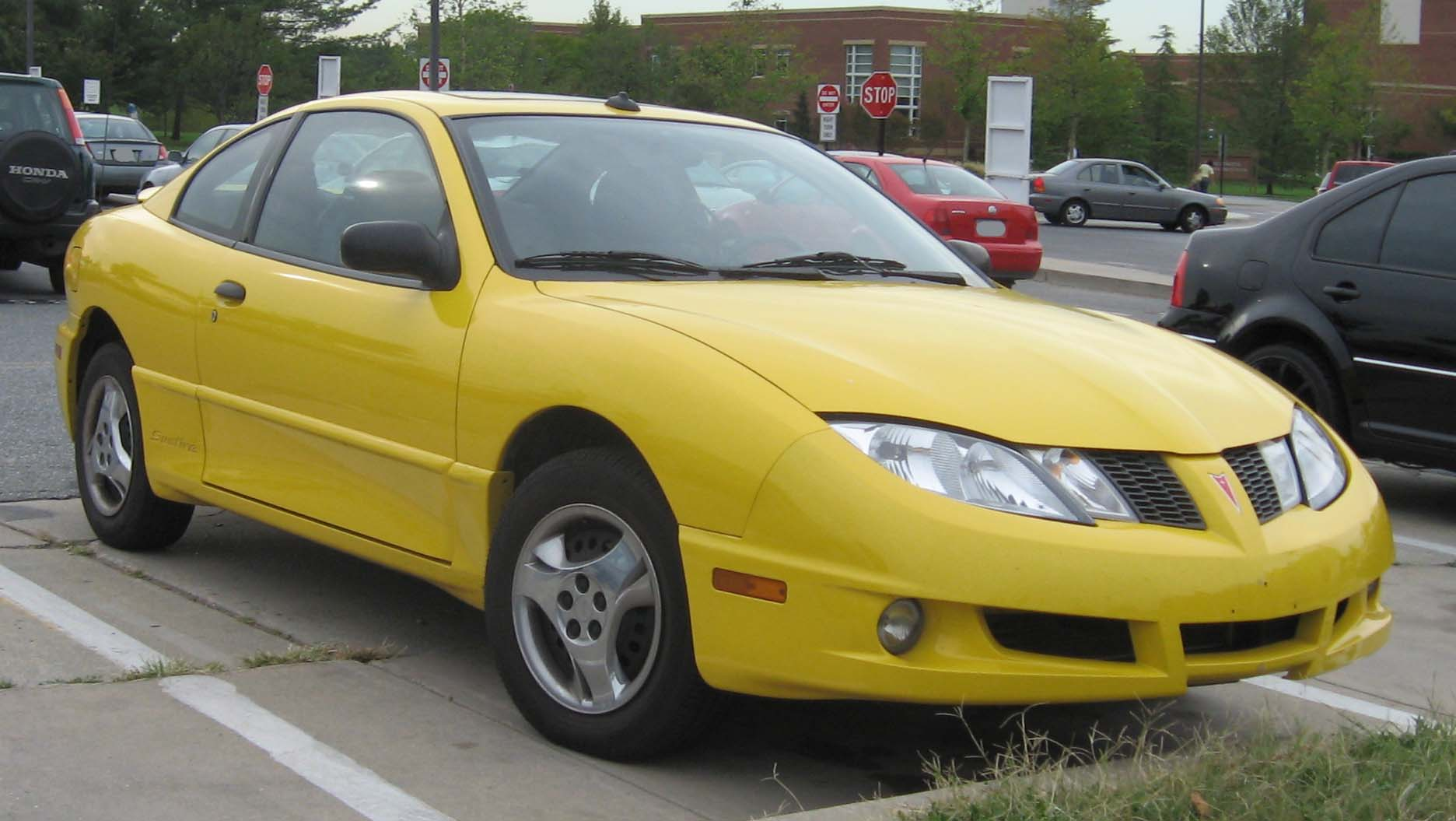
Pontiac Sunfire.

El Pontiac Sunfire es un automóvil del segmento C, producido por el fabricante estadounidense Pontiac desde el año 1995. Reemplazó al Pontiac Sunbird, y su diseño es compartido con el Chevrolet Cavalier, aunque la General Motors no le cambio el nombre al Cavalier. Además una de las diferencias se encontraba en la plataforma, ya que se actualizó estructuralmente para cumplir con las nuevas normas de seguridad. El Sunfire podía ser adquirido con carrocerías cupé y descapotable. Sin embargo, el modelo convertible se dejó de vender después del año 2000, cuando se presentó un renovado Pontiac Sunfire al mercado.
El Sunfire está disponible en la versión estándar y GT trim. El paquete GT de 2 puertas incluyó un frontal deportivo, con luces antiniebla, escapes dobles, llantas de 16 pulgadas y el motor más poderoso LD9. En los Estados Unidos., sólo se pudo disponer del coupe de 2003 a 2005. El sedán siguió siendo vendido en Canadá y México hasta el final de su producción.
Los Pontiac Sunfire fueron construidos en Lordstown (Ohio) hasta 2004, cuando empezó la construcción del placoso de Ojinaga, el Pontiac G5, y en Ramos Arizpe, México. Los modelos convertibles fueron construidos en Lansing (Míchigan). La producción del Sunfire terminó en junio de 2005. Más de 36.000 Sunfire se vendieron en los EE. UU. y 33.724 unidades se vendieron en Canadá en 2004.

## Motores
- 1995 - 2.3 L (138 in³) Quad-4 I4, 150 hp (116 kW) and 150 ft·lbf (203 N·m)
- 1995-1997 - 2.2 L (134 in³) 2200 I4, 115 hp (86 kW) and 130 ft·lbf (176 N·m)
- 1998–2002 - 2.2 L (134 in³) 2200 I4, 120 hp (89 kW) and 135 ft·lbf (182.83 N·m)
- 1996–2002 - 2.4 L (146 in³) LD9 I4, 150 hp (116 kW) and 155 ft·lbf (210 N·m)
- 2002–2005 - 2.2 L (134 in³) Ecotec I4, 140 hp (104 kW) and 150 ft·lbf (203 N·m)

El modelo base tiene el motor de 2,2 L, de 1995 hasta 2002. El modelo deportivo GT tenía como opción un motor más potente de 2,3 L Quad 4 motor en 1995, que fue reemplazado por el opcional 2,4 L motor Twin Cam, que es sólo una actualización Quad 4, en 1996. El 2,3 y 2,4 litros motores eran opcionales en la base 2 puertas y 4 puertas modelos. En 2003, tanto el 2,2 L y de los motores de 2,4 L se sustituye por el nuevo 2,2 L Ecotec. El Ecotec también estaba disponible como opción a finales de 2002. Un kit de sobrealimentación, hecho de piezas procedentes en su mayoría de los Chevrolet Cobalt SS fue puesto a disposición por GM en 2004 para el período 2003-2005 modelo de los automóviles.
- Datos: Q1306007
- Multimedia: Pontiac Sunfire / Q1306007